# Multiexport Foods
Multiexports Food est une entreprise chilienne fondée en 1983, et faisant partie de l'IPSA, le principal indice boursier de la bourse de Santiago du Chili. Elle est spécialisée dans la poissonnerie et est présente dans une trentaine de pays, parmi lesquels les États-Unis, le Japon, la Russie, le Brésil ou encore la Chine.